# Stansstad
Stansstad is een gemeente en plaats in het Zwitserse kanton Nidwalden.
Stansstad telt 4478 inwoners.
Direct ten westen van Stansstad stroomt het Meer van Alpnach, een zijarm van het Vierwoudstrekenmeer door een waterengte door in het hoofdvolume van het Vierwoudstrekenmeer. De waterengte wordt overbrugd door zowel de A2 als een lokale weg.

## Bezienswaardigheden

### Festung Fürigen
Festung Fürigen was een geheime bunker die in de Tweede Wereldoorlog is uitgehakt uit de berg. Tegenwoordig is het te bezichtigen als een museum.
Beckenried · Buochs · Dallenwil · Emmetten · Ennetbürgen · Ennetmoos · Hergiswil · Oberdorf · Stans · Stansstad · Wolfenschiessen
- Gemeinsame Normdatei: 4399979-7
- Historisch woordenboek van Zwitserland: 000756
- Library of Congress Control Number: n92093213
- MusicBrainz: e946e45a-7933-47a4-90c3-44f35c6b9733
- Nationale Bibliotheek van Israël: 987007530936805171
- Virtual International Authority File: 158419328
- WorldCat: E39PBJghtgwqmcRXKcy8Pb3mh3